# علم ليبيريا

علم مستعمرة ليبيريا مابين عامي 1827 - 1847

يتكون علم ليبيريا (بالإنجليزية: Flag of Liberia) من أحد عشر شريطاً أفقياً بالتناوب بين اللونين الأحمر والأبيض كما يوجد في الزاوية العليا اليسرى من العلم مربع أزرق تتوسطه نجمة خماسية بيضاء. اعتمد العلم بشكل رسمي في 24 أغسطس 1847 بعد استقلال ليبيريا عن حكم جمعية الاستعمار الأمريكية. ويعد علم ليبيريا العلم الوحيد في أفريقيا الذي يستخدم ألوان الأزرق والأبيض والأحمر في تصميمه.
يتشابه علم الولايات المتحدة مع علم ليبيريا الذي يمثل تأسيس ليبيريا المعاصرة من قبل العبيد السود السابقين المهاجرين من الولايات المتحدة ومنطقة الكاريبي. ينتمي العلمان الليبيري والأمريكي إلى عائلة الأعلام ذات الأشرطة والنجوم.

## معنى رموز العلم

### الألوان
- الأحمر: يرمز إلى الشجاعة.

- الأبيض: يرمز إلى النقاء.

- المربع الأزرق: يرمز إلى قارة أفريقيا.

### التصميم
- الأشرطة الإحدى عشر: ترمز إلى الإحدى عشر شخصاً الذين وقعوا إعلان استقلال ليبيريا عن حكم جمعية الاستعمار الأمريكية.
- ★ النجمة الوحيدة: ترمز إلى الحرية التي منحت إلى العبيد الأفارقة.

## أعلام تاريخية

علم الولايات المتحدة مابين عامي 1837-1845، والمحتوي على 26 نجمة تمثل كل ولاية أمريكية، استُخدم في أول حكومة لمستعمرة ليبيريا حتى يوم السبت 26 أبريل 1845
علم مستعمرة ليبيريا التابعة لجمعية الاستعمار الأمريكية مابين عامي 1827-1847، والمستند على رمزية ألوان علم الولايات المتحدة (مع استبدال النجوم الأمريكية بصليب متساوي الأضلاع)
علم جمهورية ماريلند التابعة لجمعية استعمار ولاية ماريلاند مابين عامي 1854-1857

## أعلام مشابهة

علم الولايات المتحدة
علم ماليزيا
علم السلفادور السابق بين أعوام 1875-1898 و1898-1912